# Wasilij Gruzincew
Wasilij Iwanowicz Gruzincew (ros. Василий Иванович Грузинцев, ur. 24 lutego 1899 we wsi Prieobrażenka w guberni samarskiej, zm. we wrześniu 1971 w Uralsku) – radziecki polityk, działacz partyjny.

## Życiorys
Pracował jako robotnik rolny, później robotnik remontowy i ślusarz w Czebarkule i Złatouście, od maja 1918 do czerwca 1920 i ponownie od lutego 1922 do września 1923 służył w Armii Czerwonej, brał udział w wojnie domowej na Froncie Wschodnim. W 1920 wstąpił do Komsomołu, we wrześniu 1920 przyjęto go do RKP(b). Po zwolnieniu z armii został przewodniczącym rady wiejskiej, w 1929 był sekretarzem komórki WKP(b) w Czebarkule, 1929-1930 przewodniczącym rejonowego związku kołchozów w Miassie, a 1930-1932 przewodniczącym Komitetu Wykonawczego Miasskiej Rady Rejonowej (obwód uralski). W 1932 był zastępcą przewodniczącego Rady Miejskiej Bieriezników, później pełnomocnikiem Komitetu Zapasów Produktów Rolnych przy Radzie Komisarzy Ludowych ZSRR kolejno na dwa rejony w obwodzie karagandyjskim, w 1933 uczył się na kursach radzieckiego budownictwa przy WCIK, od 1937 do sierpnia 1938 był I sekretarzem Komitetu Rejonowego Komunistycznej Partii (bolszewików) Kazachstanu w Mamlucie w obwodzie północnokazachstańskim. Od sierpnia 1938 do stycznia 1944 był przewodniczącym Komitetu Wykonawczego Północnokazachstańskiej Rady Obwodowej, potem szefem Kazachskiego Terytorialnego Zarządu Głównego Zarządu Państwowych Rezerw Materiałowych przy Radzie Komisarzy Ludowych ZSRR, a 1946-1948 szefem Kazachskiego Terytorialnego Zarządu Ministerstwa Rezerw Produkcyjnych ZSRR. W latach 1948–1952 zarządzał trustem w obwodzie zachodniokazachstańskim, 1952-1953 stał na czele zarządu Sojuzsowchozsnab w obwodzie zachodniokazachstańskim, następnie kierował wydziałem zakładów im. Woroszyłowa w Uralsku, po czym przeszedł na emeryturę. Był deputowanym do Rady Najwyższej Kazachskiej SRR. Miał stopień kapitana rezerwy Armii Czerwonej.

## Odznaczenia
- Order Czerwonego Sztandaru Pracy
- Order Wojny Ojczyźnianej II klasy
- Medal „Za ofiarną pracę w Wielkiej Wojnie Ojczyźnianej 1941–1945”